# Alejandro Cervantes Delgado
'Alejandro Cervantes Delgado (Chilpancingo, Guerrero, 24 de enero de 1926 — Acapulco, Guerrero, 17 de septiembre de 2000). Fue un profesor de educación primaria en 1945, político y economista mexicano, miembro del Partido Revolucionario Institucional, fue Gobernador de Guerrero de 1981 a 1987.
Alejandro Cervantes Delgado fue Senador de la República por Guerrero de 1976 a 1982, fecha en que fue postulado candidato del PRI a Gobernador de Guerrero, ganó la elección y sucedió a Rubén Figueroa Figueroa, su gobierno se distinguió, al contrario de su antecesor, por preferir usar los cauces de negociación en vez de la violencia y la represión que habían sido utilizadas muchas veces en un estado tan conflictivo como Guerrero, tradicionalmente considerado bronco.
Muy cercano a Cuauhtémoc Cárdenas Solórzano, participó ligeramente en la corriente democrática del PRI, aunque cuando esta se escindió del partido el permaneció en el PRI aunque ya retirado de la política.